# Cidaphus australis
Cidaphus australis är en stekelart som beskrevs av Joseph Augustine Cushman 1924. Cidaphus australis ingår i släktet Cidaphus och familjen brokparasitsteklar. Inga underarter finns listade i Catalogue of Life.